# Ablabesmyia subrecta
Ablabesmyia subrecta es una especie de insecto díptero del género Ablabesmyia, familia Chironomidae.

Fue descrito por primera vez en 1923 por Kieffer. 

## Distribución
Se distribuye por Camerún.